# Аглавра (дъщеря на Актей)
Вижте пояснителната страница за други значения на Аглавра.
Аглавра в древногръцката митология е дъщеря на Актей и съпруга на Кекропс.